# Ulisse
Ne doit pas être confondu avec Ulysse (magazine) ou Ulisse (opéra).
Ulisse est un magazine inflight mensuel édité par la compagnie aérienne italienne Alitalia pour être distribué gratuitement à bord de ses avions de ligne pendant leurs vols passagers.